# Верхнетатышлинский сельсовет
Верхнетатышлинский сельсовет — муниципальное образование в Татышлинском районе Башкортостана.
Административный центр — село Верхние Татышлы.

## История
Согласно Закону о границах, статусе и административных центрах муниципальных образований в Республике Башкортостан имеет статус сельского поселения.

## Население
| 2002  | 2009  | 2010  | 2012  | 2013  | 2014  | 2015  |
| ----- | ----- | ----- | ----- | ----- | ----- | ----- |
| 6412  | ↘5505 | ↗6696 | ↘6666 | ↗6701 | ↗6758 | ↗6760 |
| 2016  | 2017  | 2018  |       |       |       |       |
| ↘6728 | ↗6761 | ↗6852 |       |       |       |       |

## Состав сельского поселения
| № | Населённый пункт | Тип населённого пункта       | Население |
| - | ---------------- | ---------------------------- | --------- |
| 1 | Верхние Татышлы  | село, административный центр | ↗7291     |
| 2 | Уядыбаш          | деревня                      | →26       |
| 3 | Никольск         | деревня                      | ↘25       |

## Известные уроженцы
- Ведерников, Николай Степанович (18 июня 1925 — 29 декабря 2011) — участник Великой Отечественной войны, Герой Советского Союза (1945)[17][18].